# Friedrich Casimir Tilemann
Friedrich Casimir Tilemann, gen. Schenk, (* 24. Februar 1638 in Kleve; † 19. April 1721 in Bremen) war ein deutscher Politiker und Bürgermeister von Bremen von 1690 bis 1721.

## Biografie
Tilemann war der Sohn von Dr. jur. Johann Tilemann gen. Schenk und Sophie Helena von der Bruggen. Er war verheiratet mit Rebecka Tilemann-Schenk geb. Surbick (um 1650–1704) und beide hatten zwei Kinder.

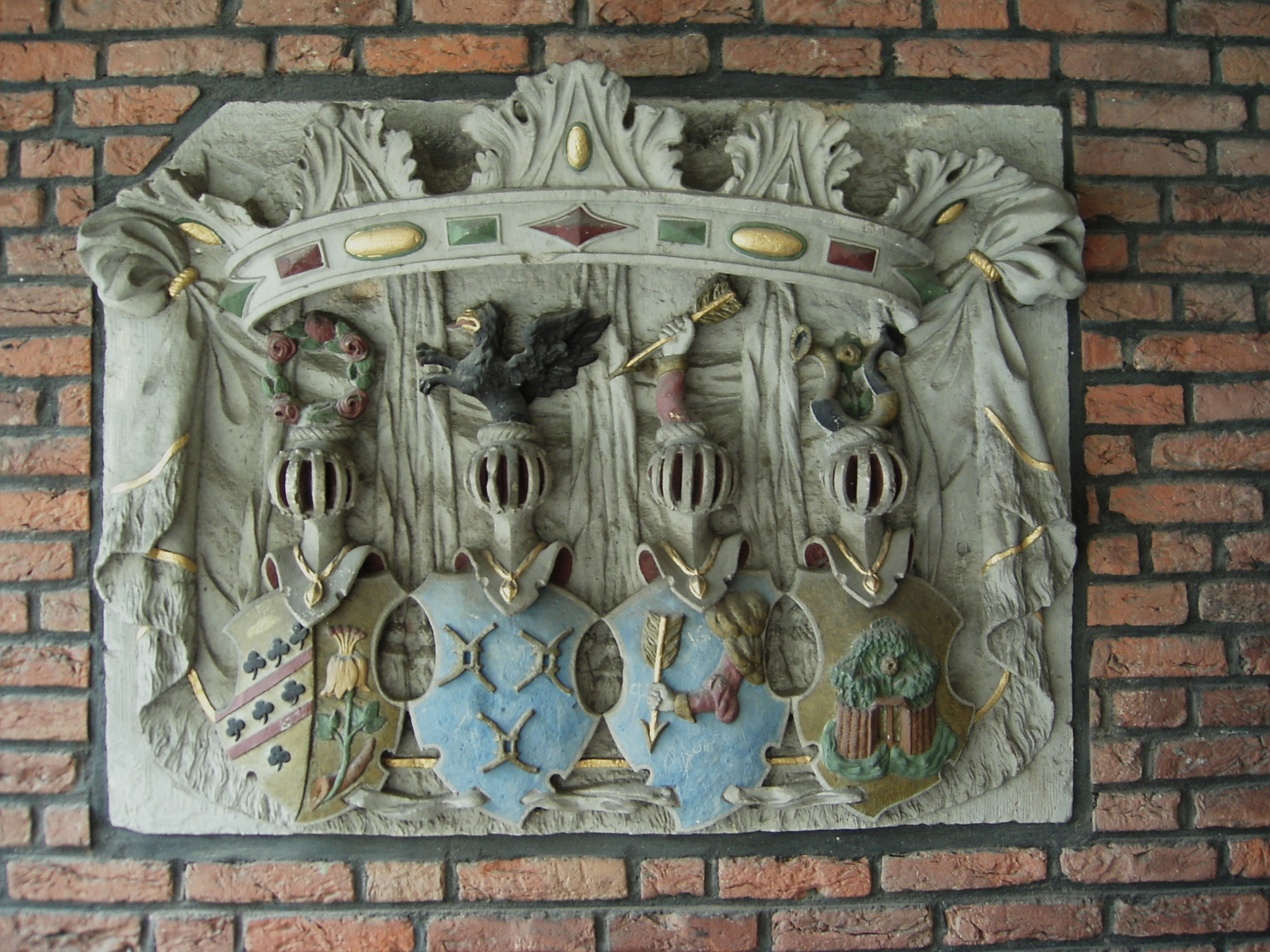
Wappenstein von 1700: Wappen der Bürgermeister Melchior Schweling, Friedrich Casimir Tilemann, Heinrich von Aschen und Hermann Doverhagen

Das erhaltene Wappen von Tilemann befindet sich an der damals neu gebauten dritten Michaeliskirche vor dem Doventor (St.-Michaelis-Kirche Bremen).
Er studierte Rechtswissenschaften an der Universität Rinteln und promovierte zum Dr. jur. in Rinteln. Danach war er Richter in Bremen und Professor am Gymnasium Illustre in Bremen. Er wurde Ratsherr in Bremen und 1690 zum Bürgermeister in Bremen gewählt (1. Linie). Sein Nachfolger wurde Johann von Rheden. Es regierten zu dieser Zeit gleichzeitig vier Bürgermeister der vier Linien aus den vier Kirchspielen: Liebfrauen, Ansgarii, Martini und Stephani.
In seiner Bürgermeisterzeit wurde 1694 die nicht erhaltene Bremer Börse an der Liebfrauenkirche fertiggestellt, entstand 1698 das Armenhaus in der Großenstraße und 1712 ein Krankenhaus am Neuen Markt in der Neustadt. Der Große Nordische Krieg (1700 bis 1721) beeinträchtigte auch den Handel in Bremen. Das Herzogtum Bremen fiel 1712 an Dänemark und 1715 an das Kurfürstentum Braunschweig-Lüneburg (Hannover) und die wirtschaftliche Lage erholte sich.